# Berberis simonsii
Berberis simonsii là một loài thực vật thuộc họ Berberidaceae. Đây là loài đặc hữu của Ecuador.